# Edifici Carrión
L'Edifici Carrión, també conegut com a Edifici Capitol, és un dels edificis més recognoscibles de la Gran Via (Madrid). Està situat a l'angle que formen el carrer de Jacometrezo i la Gran Via, a la plaça del Callao. El seu primer propietari va ser Enrique Carrió, marquès de Nelín.
L'edifici de catorze plantes va ser projectat pels arquitectes Luis Martínez-Feduchi Ruiz i Vicente Eced y Eced, i construït entre 1931 i 1933. És d'estil art déco i racionalista, utilitza materials com el marbre i granit, i la decoració i el mobiliari són de la casa Rolaco-Mac. El que més va destacar quan es va construir van ser els seus avenços tècnics que incorporaven l'ús de bigues tipus Vierendel, la utilització de teles ignífugues o el sistema de refrigeració (el primer de tot Madrid i que ocupava tota una planta).
Va rebre el premi Ajuntament de Madrid de 1933 i la Medalla de Segona Classe a l'exposició Nacional de Belles Arts de l'any següent. Originalment tenia 64 apartaments, un hotel (el Capitol, ara propietat del grup Vincci), una cafeteria, un bar, un restaurant, una fàbrica d'aigua selz, més oficines i sales de festes. A les seves plantes inferiors hi tenia una gran sala de cine per a quasi 2000 espectadors, el cine Capitol, actualment dividit en sales més petites.
El rètol de neó de la marca Schweppes a la torre és un dels símbols de la Gran Via i de Madrid, i ha aparegut en pel·lícules, com ara El día de la bestia, dirigida per Álex de la Iglesia.
En 2007, dirigida per l'arquitecte Rafael de la Hoz, es va dur a terme una rehabilitació que va eliminar tots els anuncis publicitaris de la façana, només quedaren el de Schweppes i el de Vodafone a la terrassa.